# Новодран, Павел Фёдорович
Павел Фёдорович Новодран (13 июня 1917 — 16 октября 1943) — командир роты 4-го гвардейского стрелкового полка 6-й гвардейской стрелковой дивизии 13-й армии Центрального фронта, гвардии младший лейтенант.

## Биография
Родился 13 июня 1917 года в селе Верхнекаменское ныне Бахмутского района Донецкой области Украины. Работал электриком на Северском доломитном заводе. В Красной Армии с 1938 года. В боях Великой Отечественной войны с июня 1941 года.
Отличился при форсировании Десны, Днепра, Припяти и других рек. Его подразделение, как правило, первым захватывало плацдарм на правом берегу и стойко удерживало его.
16 октября 1943 года за образцовое выполнение боевых заданий командования и проявленные при этом мужество и героизм гвардии младшему лейтенанту Новодрану Павлу Федотовичу присвоено звание Героя Советского Союза.
Погиб в бою у села Новоглыбов Козелецкого района Черниговской области Украины 16 октября 1943 года. Похоронен в селе Косачовка.

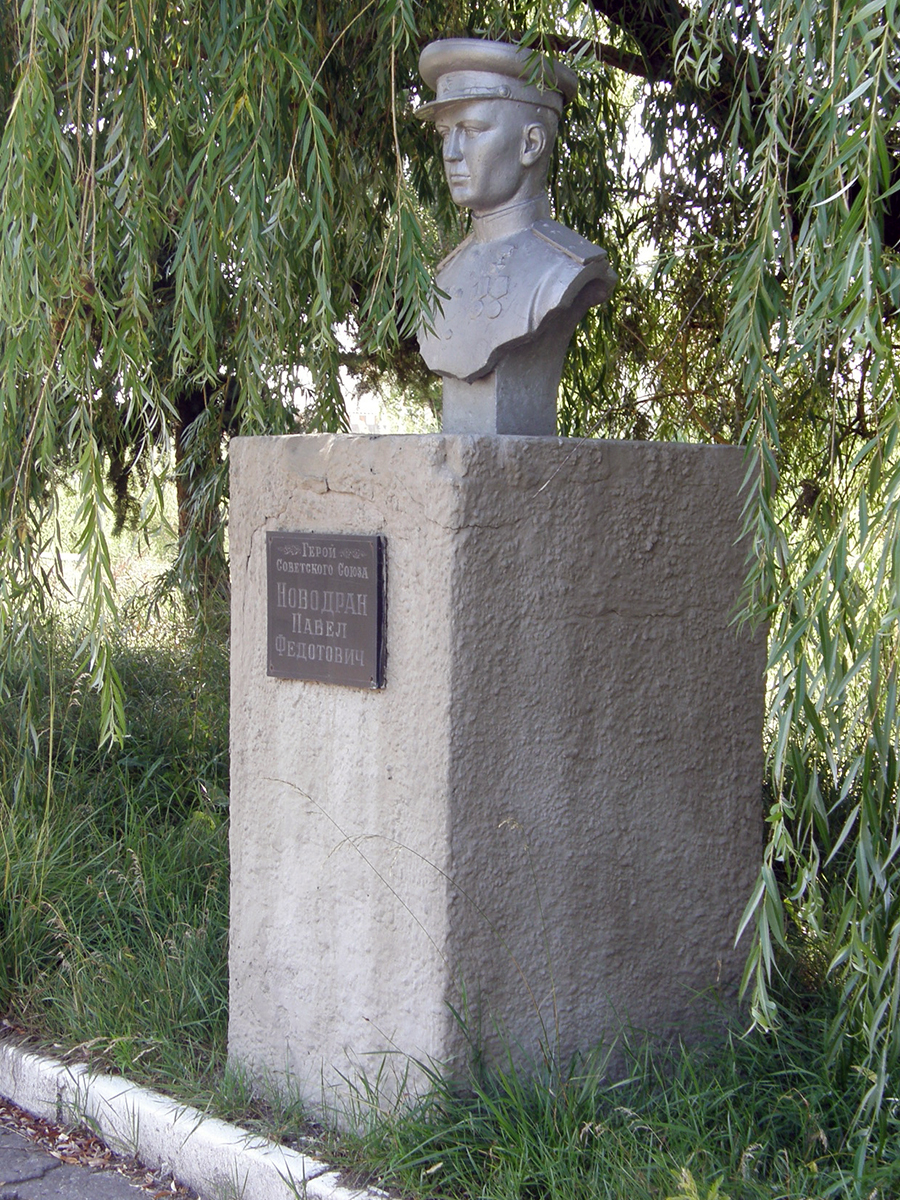
бюст Павла Федотовича Новодрана в Северске

В 1970 Павлу Новодрану установлен памятник в городе Северск Донецкой области.